# Ensemble Recherche
Ensemble Recherche — немецкий камерный ансамбль, исполняющий академическую музыку XX—XXI веков. Основан в 1985 г., базируется во Фрайбурге.
В состав ансамбля входит девять музыкантов: Melise Mellinger скрипка, Barbara Maurer альт, Åsa Åkerberg виолончель, Martin Fahlenbock  флейта, Jaime González гобой, Shizuyo Oka кларнет, Christian Dierstein ударные, Klaus Steffes-Holländer фортепиано, Jean-Pierre Collot фортепиано.
Репертуар ансамбля начинается с композиторов Второй венской школы и доходит до сегодняшнего дня (Вольфганг Рим, Брайан Фернейхоу, Вальтер Циммерман, Брис Позе, Сальваторе Шаррино, Тосио Хосокава, Эктор Парра, Мирослав Срнка и др.). Музыканты Ensemble Recherche осуществили премьерные исполнения более 400 произведений разных композиторов. Отдельный интерес Ensemble Recherche проявляет к современным переложениям старинной музыки (до начала XVIII века).